# Katherine Jackson
Katherine Esther Jackson (n. 4 mai 1930, Alabama, SUA) este matriarhul familiei Jackson.

## Viața timpurie
Katherine Jackson s-a născut Kattie B. Screws  la 4 mai 1930 în Clayton, Alabama. Părinții ei au fost Prince Albert (16 octombrie 1907 - 21 ianuarie 1995) și Martha Screws (în Upshaw; 14 decembrie 1902 - 25 aprilie 1990). Cea mai mare vârstă a două fiice, Jackson a contractat poliomielita la vârsta de doi ani, ceea ce a lăsat-o cu o vizibilă permanentă. În 1934, tatăl ei și-a schimbat numele de familie în „Scruse” și a redenumit fiica sa „Katherine Esther”.  În acel an, familia Scruse s-a mutat în East Chicago, Indiana , un oraș industrial din nord-vestul Indiana, lângă Chicago.
În copilărie, Katherine a aspirat să devină actriță sau cântăreață de muzică country, dar a fost consternat să nu găsească nici o vedetă de culoare de muzică country. Părinții lui Jackson au divorțat când era încă un copil. În timp ce participa la liceul din Washington, s-a alăturat trupei de liceu locală. În 1947, Katherine l-a cunoscut pe Joseph Jackson, care locuia și el în East Chicago. Joseph a obținut o anulare a unei căsătorii anterioare și a început să se întâlnească cu Katherine. După un cuplu de un an, s-au căsătorit pe 5 noiembrie 1949. În ianuarie 1950, au achiziționat o casă cu două dormitoare în Gary. În primii ani ai cuplului din Gary, au cântat împreună, Joe cântând la chitară. După ce visul lui Joe de a avea o carieră în box, a continuat să lucreze în apropierea East ChicagoInland Steel Company. Din 1950 până în 1966, ea a născut 10 copii, printre care gemenii Marlon și Brandon, cei din urmă au murit la câteva ore după naștere.

## Familia Jackson
La sfârșitul anilor 1950, Katherine a început să lucreze cu fracțiune de normă ca funcționar într-un local local Sears din Gary. În 1963, Katherine, care a fost crescut în religia baptistă, a devenit unul dintre Martorii lui Iehova. În 1965, toți copiii ei au urmat-o în credință. În timp ce Joe, care a fost crescut în credința luterană, a practicat și religia, s-a spus adesea că a decis să nu-și schimbe credința. Odată cu creșterea copiilor, a părăsit poziția la Sears și s-a instalat în primul rând ca gospodină, ținându-și copiii mai aproape de casă. La începutul anilor 1960, mai mulți dintre fiii lui lor au început să-și arate talentele muzicale. În 1964, Joe a format The Jackson Brothers cu trei dintre cei mai mari fii ai lor, Jackie, Tito, și Jermaine. Cam în același timp, fiul mai mic, Michael și-a arătat talentul, care a fost descoperit mai întâi de ea, care l-a observat pe Michael, la vârsta de cinci ani, cântând la radio în timp ce dansa în ritm. Când a încercat să-i spună talentului lui Joe, totuși, el a luat-o deoparte, dar ea a insistat.
În cele din urmă, Joe i-a înscris pe Michael și pe fratele său mai mare Marlon în grup, nu ca vocaliști, ci ca instrumentiști susținători, care cântă percuție. În 1966, Joe a început să vadă talentele generale ale lui Michael, în vârstă de șapte ani, la doi ani de la descoperirea lui Jackson. Înainte, Michael a cântat pe scena fără știrea tatălui său la mai multe recitaluri școlare începând cu ora cinci. Până la sfârșitul anului 1966, Michael a fost poziționat ca al doilea frontman al grupului după Jermaine. Acționând pe sfatul unui profesor de școală în 1965, Joe a schimbat numele grupului în The Jackson Five. În 1967, după ce a câștigat mai multe spectacole de talente la Gary, Joe Jackson a decis să facă grupul un act profesional atunci când Gordon Keith , proprietar și vocalist la Gary's Steeltown Records, le-a descoperit și le-a semnat la primul lor contract cu el pe 21 noiembrie. Primul lor single, " Big Boy ",  produs de Keith, a fost lansat pe 31 ianuarie 1968.  "Big Boy" a devenit un hit local, jucând pe posturile de radio din zona Chicago-Gary. Jackson a început să proiecteze costumele grupului, pe care le-a continuat până când grupul a găsit faima națională luni după semnarea cu Motown Records în martie 1969. În perioada 1970-1997 a lui Jackson 5, Katherine - împreună cu cele trei fiice și fiul cel mai mic - abia au fost menționate în presă. Acest lucru s-a schimbat în 1974, când Joe a început să construiască cariere în jurul celor trei copii mai mici și fiica cea mai mare. Michael a menționat adesea cu dragoste pe Katherine. Katherine a început să devină parte a echipei de conducere a soțului ei când membrii mari ai grupului (care s-au redenumit The Jacksons după despărțirea de Motown în 1975) s-au reunit pentru Victory Tour în 1984. Michael și-a dedicat albumul din 1982, Thriller, ei. Janet Jackson a procedat la fel ca urmare a lansării Rhythm Nation 1814 din 1989, primul album în care nu a fost sub ochiul atent al tatălui său în urma succesului lui Control, deoarece Janet îl concediase luni după lansarea sa. Michael a spus adesea că mama sa apreciază muzica lui solo și că a aprobat piese precum „ Billie Jean ”, dar a spus că este prudentă pentru materialul matur al lui Michael, inclusiv „ Don't Stop 'Til You Get Enough ”. În 1985, recunoscând ceea ce a avut un impact pozitiv asupra carierelor de muzică de succes ale copiilor ei, revista națională urbană Essence a onorat-o ca „Mama Anului”.

## My Family
În 1990, Jackson a lansat autobiografia, My Family, The Jacksons,  care a documentat ani ei de la început și relația ei cu soțul ei și copiii lor, dintre care opt scris saluturi la mama lor în prefața cărții.  Ea a detaliat că soțul ei a comis adulter în mai multe rânduri. Ea a decis să depună un divorț pe 9 martie 1973 la grefierul din Los Angeles County, dar a ales să anuleze actele de divorț.  Anul următor, Joh'Vonnie Jackson, fiica lui Joe cu o altă femeie pe nume Cheryl Terrell, s-a născut la 30 august 1974. Aceasta i-a condus pe Joe și Cheryl la o aventură de 25 de ani, în timp ce își creșteau fiica.  Ea a încercat din nou să divorțeze de soțul ei în 1982 sau în jurul său, dar din nou a fost convins să renunțe la acțiune. În consecință, Katherine și Joe au rămas căsătoriți oficial.
Într-o biografie neautorizată a lui Janet Jackson , a fost descris un incident de confruntare a familiei. Această biografie susține că, în 1979, Ea și cei doi copii mai mici ai ei, Randy și Janet, s-au confruntat cu o femeie care lucra pentru compania lui Joseph, pe care Jackson o acuzase adesea că a înșelat cu Joseph. Acel incident a fost redramatizat pentru miniserie 1992 The Jacksons: Un vis american. Cu toate acestea, în miniserie, Jackson a fost arătat confruntându-l pe Joseph în locul femeii despre presupusul incident. La sfârșitul anilor 1980, Jackson a început să experimenteze o înstrăinare cu fiica sa La Toya, după ce a fost condusă de Jack Gordon. În memoriile sale din 1991, La Toya: Creșterea în familia Jackson, La Toya a susținut că Katherine a fost abuziv emoțional, acuzațiile pe care ea le-a refuzat presei și au dat vina pe Gordon, care s-a căsătorit cu La Toya în 1989, pentru „spălarea creierului”. În 1997, La Toya și Jackson s-au împăcat după ce au depus divorțul de la Gordon. Jackson a fost portretizat de Angela Bassett în miniserie 1992 The Jacksons: Un vis american. Patricia Idlette a înfățișat-o în filmul din 2004, Man in the Mirror: The Michael Jackson Story.

## Ultimii anii
Katherine a petrecut ultimele două decenii vorbind cu presa apărându-și copiii, în principal pe Michael, care a început să obțină notorietate. Cu toate acestea, într-un interviu recent care promovează cartea / DVD-ul lui Michael Jackson vip în The Oprah Winfrey Show, Jackson a recunoscut că l-a determinat pe soțul ei să admită că îi disciplină fizic pe copiii lor.   De-a lungul anilor, unii au susținut că Joe a fost abuziv față de copiii săi, ceea ce a negat continuu. Jackson locuiește în prezent cu nepotul ei TJ Jackson , împreună cu familia sa, la casa ei din Calabasas, California, casa în care trăiește din 2011. Jackson se mutase din casa ei Hayvenhurst din Encino, California , din cauza renovărilor casei. 
În ciuda zvonurilor că s-a înstrăinat de Joe, a negat-o și a respins zvonurile potrivit cărora Joe a fost interzis din casa familiei Jackson ca fiind fals, ceea ce a încercat mass-media să gătească.   Conform cărții din 2011, fiul ei, Jermaine Jackson, You Are Not Alone: Michael Through a Brother's Eyes , Katherine i-a spus lui Michael că se apropie de vârsta de 80 de ani și înainte de a muri, ea voia să vezi fiii ei performând împreună o ultima dată. Unul dintre planurile de viitor ale lui Michael Jackson , ca parte a relației sale cu AEG Live, a fost un turneu de reuniune finală cu frații săi. Cel mai recent a apărut la Premiile BET 2015 alături de fiica ei, Janet, în timp ce a acceptat premiul Icon Ultimate. Soțul lui Katherine, Joe, a murit din cauza cancerului pancreatic pe 27 iunie 2018, la două zile de la a 9-a aniversare a morții lui Michael Jackson. 

## Moartea lui Michael Jackson
Pe 25 iunie 2009, Michael a murit din cauza unei supradoze de propofol . La 30 iulie 2009, Katherine Jackson și Debbie Rowe au ajuns la o înțelegere referitoare la cei doi mai mari copii ai lui Michael (cu Rowe), Prince și Paris, în care copiii vor fi crescuți de Katherine, iar Rowe va avea drepturi de vizită și va continua să primească plățile anuale la care Michael a fost de acord. Pe 3 august 2009, judecătorul a numit-o pe Katherine drept tutorul permanent al copiilor. La 25 iulie 2012, tutela lui Katherine a copiilor a fost suspendată de instanța de judecată pe fondul afirmațiilor că ar fi putut fi reținută împotriva voinței sale de către mai mulți membri ai familiei Jackson, ca urmare a unei dispute financiare între membrii familiei și moșia Michael Jackson.   Tutela copiilor a fost dată temporar nepotului lui Michael, TJ, unul dintre fiii lui Tito.  Tutela lui Katherine Jackson a fost reluată cu TJ Jackson adăugat ca co-tutore.  La 1 noiembrie 2017, Katherine și-a dat demisia din funcția de co-tutore al celui mai tânăr fiu al lui Michael, Blanket. Jackson a declarat că motivele pentru care și-a dat demisia au inclus propria vârstă înaintată, faptul că cei mai mari copii ai lui Michael, Prince și Paris erau acum adulți și că Blanket avea acum 15 ani. TJ Jackson a fost acordată, fără obiecții, custodia exclusivă a lui Blanket. 

## Copii
Nouă copii, șase fii și trei fiice, i-au fost născuți lui Katherine și Joe Jackson: 
- Maureen Reillette "Rebbie" Jackson (născut pe 29 mai 1950)
- Sigmund Esco "Jackie" Jackson (născut la 4 mai 1951)
- Toriano Adaryll "Tito" Jackson (născut la 15 octombrie 1953)
- Jermaine La Jaune Jackson (născut la 11 decembrie 1954)
- La Toya Yvonne Jackson (născută 29 mai 1956)
- Marlon David Jackson (născut 12 martie 1957)
- Michael Jackson (29 august 1958 - 25 iunie 2009)
- Steven Randall "Randy" Jackson (născut pe 29 octombrie 1961)
- Damita Jo Jackson (născută la 16 mai 1966)